# 楚布

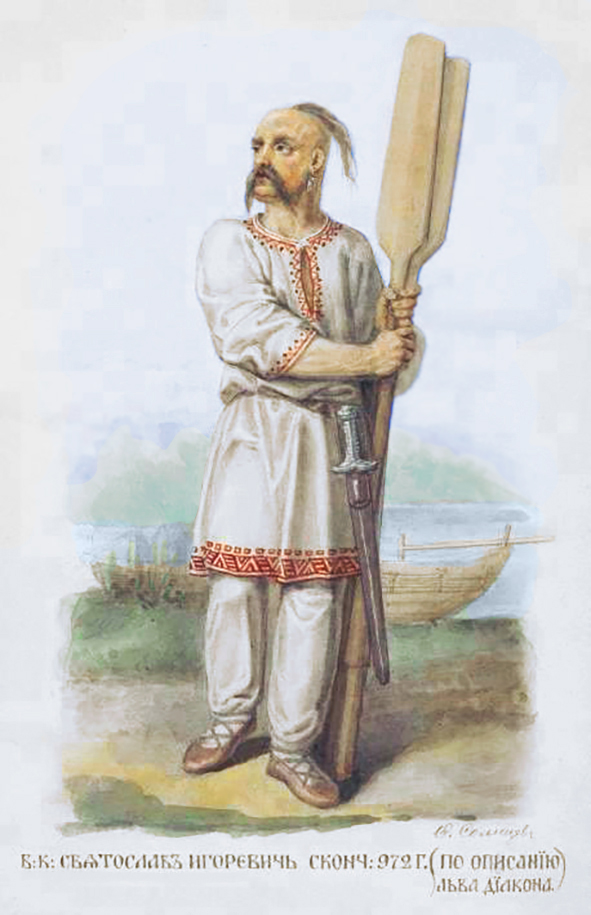
留著楚布的斯维亚托斯拉夫·伊戈列维奇，繪製於1869年

楚布（烏克蘭語：чуб，羅馬化：chub，烏克蘭語發音：[tʃub])，又称“奥塞莱代茨”（烏克蘭語：оселедець，羅馬化：oseledets，烏克蘭語發音：[oseˈlɛdetsʲ]），是乌克兰人（札波羅結哥薩克）歷史上所留的一種发型，其特点是大部分頭髮被剃光並只留下頭頂處的一部分頭髮。
俄国人将这种发型称为“霍霍尔”（俄語：хохол，羅馬化：khokhol，IPA：[xɐˈxol]），这一词汇亦是俄羅斯人對烏克蘭人的蔑稱。

## 历史

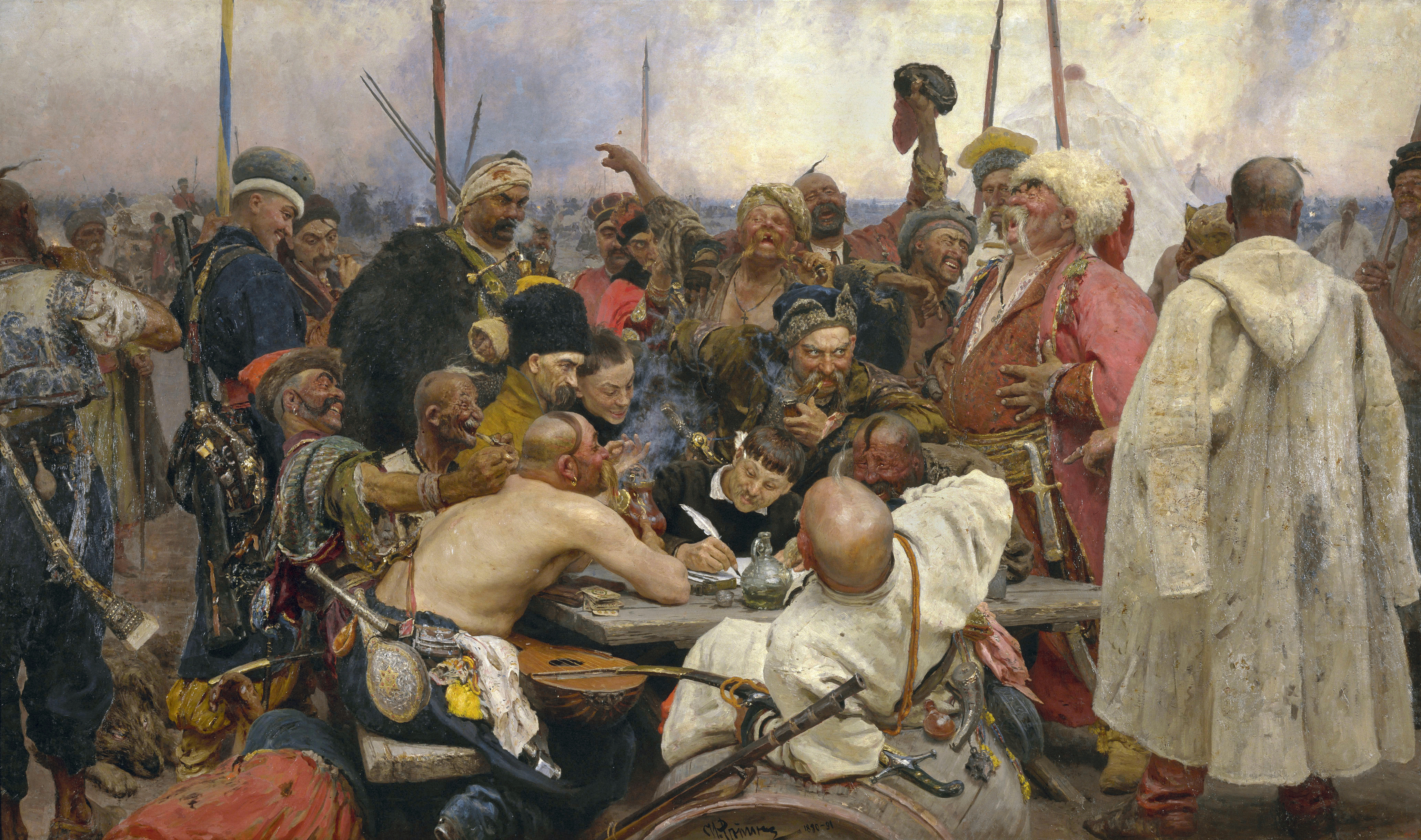
扎波罗热哥萨克致土耳其苏丹的回信

中世纪前期時，乌克兰當地居民就把一半的頭髮剃光。 16和17世纪時，乌克兰的哥萨克就把他們的大部分頭髮剃光，只留下頭頂處的一小部分頭髮。哥薩克人把剩下的頭髮編織成髮辮或直接盤在頭上。 
20世纪初，一些烏克蘭浪漫主义者和民族主义者重新留起了這一髮型。然而由於一些来自乌克兰的哥萨克人曾加入白军，因此在俄国内战後的去哥萨克化運動期間，楚布被視為哥薩克文化的一部分而逐漸銷聲匿跡。
烏克蘭独立后，有些烏克蘭人又留起了楚布。例如烏克蘭親歐盟示威運動和2022年俄羅斯入侵烏克蘭期间就出現了楚布這一髮型。 